# Liste der Stolpersteine in Coevorden
Die Liste der Stolpersteine in Coevorden enthält viele Stolpersteine, die im Rahmen des gleichnamigen Projekts von Gunter Demnig in Coevorden verlegt wurden. Mit ihnen soll an Opfer des Nationalsozialismus erinnert werden, die in Coevorden lebten und wirkten.

## Verlegte Stolpersteine
| Bild | Person, Inschrift | Adresse                                | Verlege- datum | weitere Informationen |
| --- | --- | -------------------------------------- | -------------- | --------------------- |
| Stolperstein für Abraham Krammer | Hier woonde Abraham Krammer geb. 1899 gedeporteed 1942 uit Westerbork vermoord 2.4.1943 Sobibor                             | Aleida Kramerstraat 15 ·               | 3. Juni 2021   |                       |
| Stolperstein für Mietje Krammer-Nord | Hier woonde Mietje Krammer-Nord geb. 1906 gedeporteed 1942 uit Westerbork vermoord 2.4.1943 Sobibor                         | Aleida Kramerstraat 15 ·               | 3. Juni 2021   |                       |
| Stolperstein für Betje Krammer | Hier woonde Betje Krammer geb. 1933 gedeporteed 1942 uit Westerbork vermoord 2.4.1943 Sobibor                               | Aleida Kramerstraat 15 ·               | 3. Juni 2021   |                       |
| Stolperstein für Mietje Krammer | Hier woonde Mietje Krammer geb. 1937 gedeporteed 1942 uit Westerbork vermoord 2.4.1943 Sobibor                              | Aleida Kramerstraat 15 ·               | 3. Juni 2021   |                       |
| Stolperstein für Izaak Krammer | Hier woonde Izaak Krammer geb. 1880 gedeporteed 1942 uit Westerbork vermoord 19.2.1943 Auschwitz                            | Aleida Kramerstraat 18 ·               | 29. Apr. 2015  |                       |
| Stolperstein für Rebecca Krammer-Krobveld | Hier woonde Rebecca Krammer-Krobveld geb. 1895 gedeporteed 1942 uit Westerbork vermoord 19.2.1943 Auschwitz                 | Aleida Kramerstraat 18 ·               | 29. Apr. 2015  |                       |
| Stolperstein für Aleida Bardina Krammer | Hier woonde Aleida Bardina Krammer geb. 1927 gedeporteed 1942 uit Westerbork vermoord 19.2.1943 Auschwitz                   | Aleida Kramerstraat 18 ·               | 29. Apr. 2015  |                       |
| Stolperstein für David Krammer | Hier woonde David Krammer geb. 1880 gedeporteed 1942 uit Westerbork vermoord 19.2.1943 Auschwitz                            | Aleida Kramerstraat 18 ·               | 31. Okt. 2017  |                       |
| Stolperstein für Wilhelmina von Coeverden-van der Wijk | Hier woonde Wilhelmina von Coeverden -van der Wijk geb. 1912 gedeporteed 1942 uit Westerbork vermoord 11.6.1943 Sobibor     | Aleida Kramerstraat 22 ·               | 3. Juni 2021   |                       |
| Stolperstein für Jeanenette von Coeverden | Hier woonde Jeanenette von Coeverden geb. 1937 gedeporteed 1942 uit Westerbork vermoord 11.6.1943 Sobibor                   | Aleida Kramerstraat 22 ·               | 3. Juni 2021   |                       |
| Stolperstein für Johanna Wilhelmina Frank-Godschalk | HIER WOONDE JOHANNA WILHELMINA FRANK-GODSCHALK GEB. 1876 GEDEPORTEERD 1942 UIT WESTERBORK VERMOORD 12.10. 1942 Auschwitz    | Bentheimerstraat 12 ·                  | 22. Okt. 2022  |                       |
| Stolperstein für Mariane Frank | HIER WOONDE MARIANE FRANK GEB. 1916 GEDEPORTEERD 1942 UIT WESTERBORK VERMOORD 12.10. 1942 Auschwitz                         | Bentheimerstraat 12 ·                  | 22. Okt. 2022  |                       |
| Stolperstein für Salomon Frank | HIER WOONDE SALOMON FRANK GEB. 1918 GEDEPORTEERD 1942 UIT WESTERBORK VERMOORD 21.05. 1943 SOBIBOR                           | Bentheimerstraat 12 ·                  | 22. Okt. 2022  |                       |
| Stolperstein für Jozeph Cohen | HIER WOONDE JOZEPH COHEN GEB. 1910 GEDEPORTEERD 1942 UIT WESTERBORK VERMOORD 30.09. 1942 Auschwitz                          | Bentheimerstraat 12 ·                  | 22. Okt. 2022  |                       |
| Stolperstein für Keetje Frank-Troostwijk | HIER WOONDE KEETJE FRANK-TROOSTWIJK GEB. 1884 GEDEPORTEERD 1942 UIT WESTERBORK VERMOORD 19.10. 1942 Auschwitz               | Bentheimerstraat 13 ·                  | 25. Okt. 2022  |                       |
| Stolperstein für Marcus Frank | HIER WOONDE MARCUS FRANK GEB. 1875 GEDEPORTEERD 1942 UIT WESTERBORK VERMOORD 19.10. 1942 Auschwitz                          | Bentheimerstraat 13 ·                  | 25. Okt. 2022  |                       |
| Stolperstein für Comprecht Sanders | HIER WOONDE COMPRECHT SANDERS GEB. 1883 GEDEPORTEERD 1942 UIT WESTERBORK VERMOORD 12.10. 1942 Auschwitz                     | Bentheimerstraat 29 ·                  | 5. Okt. 2016   |                       |
| Stolperstein für Marianne Sanders-Frank | HIER WOONDE MARIANNE SANDERS-FRANK GEB. 1880 GEDEPORTEERD 1942 UIT WESTERBORK VERMOORD 12.10. 1942 Auschwitz                | Bentheimerstraat 29 ·                  | 5. Okt. 2016   |                       |
| Stolperstein für Izak Vos | HIER WOONDE IZAK VOS GEB. 1894 GEDEPORTEERD 1942 UIT WESTERBORK VERMOORD 31.3. 1944 ANNABERG OPPER-SILEZIE                  | Bentheimerstraat 54a ·                 | 29. Apr. 2015  |                       |
| Stolperstein für Henriette Vos-Cutzien | HIER WOONDE HENRIETTE VOS-CUTZIEN GEB. 1901 GEDEPORTEERD 1942 UIT WESTERBORK VERMOORD 19.10. 1942 Auschwitz                 | Bentheimerstraat 54a ·                 | 29. Apr. 2015  |                       |
| Stolperstein für Jozeph Vos | HIER WOONDE JOZEPH VOS GEB. 1927 GEDEPORTEERD 1942 UIT WESTERBORK VERMOORD 31.3.1943 MIDDEN EUROPA                          | Bentheimerstraat 54a ·                 | 29. Apr. 2015  |                       |
| Stolperstein für Jeanne Vos | HIER WOONDE JEANNE VOS GEB. 1932 GEDEPORTEERD 1942 UIT WESTERBORK VERMOORD 19.10. 1942 Auschwitz                            | Bentheimerstraat 54a ·                 | 29. Apr. 2015  |                       |
| Stolperstein für Ernst van Coevorden | HIER WOONDE ERNST VAN COEVORDEN GEB. 1880 GEDEPORTEERD 1942 UIT WESTERBORK VERMOORD 17.10. 1942 AUSCHWITZ                   | Friesestraat 16 ·                      | 7. Nov. 2014   |                       |
| Stolperstein für Rachel van Coevorden-Vos | HIER WOONDE RACHEL VAN COEVORDEN GEB. 1885 GEDEPORTEERD 1942 UIT WESTERBORK VERMOORD 17.10. 1942 AUSCHWITZ                  | Friesestraat 16 ·                      | 7. Nov. 2014   |                       |
| Stolperstein für Mozes Bollegraf | HIER WOONDE MOZES BOLLEGRAF GEB. 1881 GEDEPORTEERD 1942 UIT WESTERBORK VERMOORD 22.10. 1942 AUSCHWITZ                       | Friesestraat 28 ·                      | 13. Juni 2023  |                       |
| Stolperstein für Max Robert Bollegraf | HIER WOONDE MAX ROBERT BOLLEGRAF GEB. 1912 GEDEPORTEERD 1942 UIT WESTERBORK VERMOORD 26.10. 1942 AUSCHWITZ                  | Friesestraat 28 ·                      | 13. Juni 2023  |                       |
| Stolperstein für Betje Bollegraf-Slager | HIER WOONDE BETJE BOLLEGRAF-SLAGER GEB. 1909 GEDEPORTEERD 1942 UIT WESTERBORK VERMOORD 29.10. 1942 AUSCHWITZ                | Friesestraat 28 ·                      | 13. Juni 2023  |                       |
| Stolperstein für Rosa Cato Bollegraf | HIER WOONDE ROSA CATO BOLLEGRAF GEB. 1938 GEDEPORTEERD 1942 UIT WESTERBORK VERMOORD 29.10. 1942 AUSCHWITZ                   | Friesestraat 28 ·                      | 13. Juni 2023  |                       |
| Stolperstein für Helene Bollegraf | HIER WOONDE HELENE BOLLEGRAF GEB. 1915 GEDEPORTEERD 1942 UIT WESTERBORK VERMOORD 28.05. 1943 AUSCHWITZ                      | Friesestraat 28 ·                      | 13. Juni 2023  |                       |
| Stolperstein für Cato Slager-Susan | HIER WOONDE CATO SLAGER-SUSAN GEB. 1874 GEDEPORTEERD 1942 UIT WESTERBORK VERMOORD 26.10. 1942 AUSCHWITZ                     | Friesestraat 28 ·                      | 13. Juni 2023  |                       |
| Stolperstein für Coos van Coevorden | HIER WOONDE COOS VAN COEVORDEN GEB. 1876 GEDEPORTEERD 1942 UIT WESTERBORK VERMOORD 20.3. 1943 SOBIBOR                       | Friesestraat 29 ·                      | 3. Juni 2021   |                       |
| Stolperstein für Hartog Zilverberg | HIER WOONDE HARTOG ZILVERBERG GEB. 1887 GEDEPORTEERD 1942 UIT WESTERBORK VERMOORD 19.10.1942 AUSCHWITZ                      | Friesestraat 30 ·                      | 2. Apr. 2019   |                       |
| Stolperstein für David Zilverberg | HIER WOONDE DAVID ZILVERBERG GEB. 1918 GEDEPORTEERD 1942 UIT WESTERBORK VERMOORD 5.3. 1945 DACHAU                           | Friesestraat 30 ·                      | 2. Apr. 2019   |                       |
| Stolperstein für Regina Cohen | HIER WOONDE REGINA COHEN GEB. 1900 GEDEPORTEERD 1942 UIT WESTERBORK VERMOORD 12.10. 1942 AUSCHWITZ                          | Gasthuisstraat 32 ·                    | 2023           |                       |
| Stolperstein für Salomon Cohen | HIER WOONDE SALOMON COHEN GEB. 1896 GEDEPORTEERD 1942 UIT WESTERBORK VERMOORD 12.10. 1942 AUSCHWITZ                         | Gasthuisstraat 32 ·                    | 2023           |                       |
| Stolperstein für Maria Cohen-Nijveen | HIER WOONDE MARIA COHEN-NIJVEEN GEB. 1866 GEDEPORTEERD 1942 UIT WESTERBORK VERMOORD 12.10. 1942 AUSCHWITZ                   | Gasthuisstraat 32 ·                    | 2023           |                       |
| Stolperstein für Leentje Cohen | HIER WOONDE LEENTJE COHEN GEB. 1903 GEDEPORTEERD 1942 UIT WESTERBORK VERMOORD 12.10. 1942 AUSCHWITZ                         | Gasthuisstraat 32 ·                    | 2023           |                       |
| Stolperstein für Simon Cohen | HIER WOONDE SIMON COHEN GEB. 1906 GEDEPORTEERD 1942 UIT WESTERBORK VERMOORD 12.10. 1942 AUSCHWITZ                           | Gasthuisstraat 32 ·                    | 2023           |                       |
| Stolperstein für Saartje Cohen | HIER WOONDE SAARTJE COHEN GEB. 1911 GEDEPORTEERD 1942 UIT WESTERBORK VERMOORD 12.10. 1942 AUSCHWITZ                         | Gasthuisstraat 32 ·                    | 2023           |                       |
| Stolperstein für Hartog Frank | HIER WOONDE HARTOG FRANK GEB. 1915 GEDEPORTEERD 1942 UIT WESTERBORK VERMOORD 1.11. 1943 BOBREK                              | Gramsbergerstraat 6 ·                  | 25. Okt. 2022  |                       |
| Stolperstein für Mietje Daatje Frank-Zilverberg | HIER WOONDE BETJE VAN COEVERDEN GEB. 1916 GEDEPORTEERD 1942 UIT WESTERBORK VERMOORD 19.10. 1942 AUSCHWITZ                   | Gramsbergerstraat 6 ·                  | 25. Okt. 2022  |                       |
| Stolperstein für Kitty Sara Frank | HIER WOONDE KITTY SARA FRANK GEB. 20-8-1940 GEDEPORTEERD 1942 UIT WESTERBORK VERMOORD 19.10. 1942 AUSCHWITZ                 | Gramsbergerstraat 6 ·                  | 25. Okt. 2022  |                       |
| Stolperstein für Sarina Jeannette Clara Frank | HIER WOONDE SARINA JEANNETTE CLARA FRANK GEB. 25-2-1942 GEDEPORTEERD 1942 UIT WESTERBORK VERMOORD 29.10. 1942 AUSCHWITZ     | Gramsbergerstraat 6 ·                  | 25. Okt. 2022  |                       |
| Bild gesucht Die Wikipedia wünscht sich an dieser Stelle ein Bild vom hier behandelten Ort. Falls du dabei helfen möchtest, erklärt die Anleitung , wie das geht. BW | HIER WOONDE DAVID KEIZER GEB. 1910 GEDEPORTEERD 1942 UIT WESTERBORK VERMOORD 30.10. 1943 AUSCHWITZ                          | Gramsbergerstraat 8 ·                  | 25. Okt. 2022  |                       |
| Bild gesucht Die Wikipedia wünscht sich an dieser Stelle ein Bild vom hier behandelten Ort. Falls du dabei helfen möchtest, erklärt die Anleitung , wie das geht. BW | HIER WOONDE ELISABETH MARIANNA KEIZER-SOHLBERG GEB. 1907 GEDEPORTEERD 1942 UIT WESTERBORK VERMOORD 19.2.1943 AUSCHWITZ      | Gramsbergerstraat 8 ·                  | 25. Okt. 2022  |                       |
| Stolperstein für Bernhard van Coevorden | Hier woonde Bernhard van Coevorden geb. 1876 gedeporteed 1942 uit Westerbork vermoord 5.11.1942 Auschwitz                   | Kastell 25 ·                           | 3. Okt. 2021   |                       |
| Stolperstein für Henderina Frederika van Coevorden-Engers | Hier woonde Henderina Frederika van Coevorden-Engers geb. 1881 gedeporteed 1942 uit Westerbork vermoord 5.11.1942 Auschwitz | Kastell 25 ·                           | 3. Okt. 2021   |                       |
| Stolperstein für Louis van Coevorden | Hier woonde Bernhard van Coevorden geb. 1876 gedeporteed 1942 uit Westerbork vermoord 31.3.1943 Midden-Europa               | Kastell 25 ·                           | 3. Okt. 2021   |                       |
| Stolperstein für Rika van Coeverden-van Coevorden | HIER WOONDE RIKA VAN COEVERDEN-VAN COEVORDEN GEB. 1879 GEDEPORTEERD 1942 UIT WESTERBORK VERMOORD 29.10. 1942 AUSCHWITZ      | Kerkstraat 29 ·                        | 3. Okt. 2021   |                       |
| Stolperstein für Julius van Coeverden | HIER WOONDE JULIUS VAN COEVERDEN-VAN COEVORDEN GEB. 1920 GEDEPORTEERD 1942 UIT WESTERBORK VERMOORD 16.07. 1943 SOBIBOR      | Kerkstraat 29 ·                        | 3. Okt. 2021   |                       |
| Stolperstein für Julius van Coeverden | HIER WOONDE JULIUS VAN COEVERDEN GEB. 1904 GEDEPORTEERD 1942 UIT WESTERBORK VERMOORD 9.10. 1942 AUSCHWITZ                   | Kerkstraat 29 ·                        | 3. Okt. 2021   |                       |
| Stolperstein für Mathilde Frenk-van Tijn | HIER WOONDE MATHILDE FRENK-TIJN GEB. 1858 GEDEPORTEERD 1942 UIT WESTERBORK VERMOORD 26.10. 1942 AUSCHWITZ                   | Kerkstraat 29 ·                        | 3. Okt. 2021   |                       |
| Stolperstein für Lazarus Nieweg | HIER WOONDE LAZARUS NIEWEG GEB. 1869 GEDEPORTEERD 1942 UIT WESTERBORK VERMOORD 22.10. 1942 AUSCHWITZ                        | Kerkstraat 38 ·                        | 3. Okt. 2021   |                       |
| Stolperstein für Rosette Nieweg-Meijer | HIER WOONDE ROSETTE NIEWEG-MEIJER GEB. 1868 GEDEPORTEERD 1942 UIT WESTERBORK VERMOORD 22.10. 1942 AUSCHWITZ                 | Kerkstraat 38 ·                        | 3. Okt. 2021   |                       |
| Stolperstein für Mozes Jacob van Coeverden | HIER WOONDE MOZES JACOB VAN COEVERDEN GEB. 1910 GEDEPORTEERD 1942 UIT WESTERBORK VERMOORD 20.3. 1943 SOBIBOR                | Kerkstraat 38 ·                        | 3. Okt. 2021   |                       |
| Stolperstein für Gesina van Coeverden-van Nieweg | HIER WOONDE GESINA VAN COEVERDEN-VAN NIEWEG GEB. 1906 GEDEPORTEERD 1942 UIT WESTERBORK VERMOORD 22.10. 1942 AUSCHWITZ       | Kerkstraat 38 ·                        | 3. Okt. 2021   |                       |
| Stolperstein für Joël Lazarus van Coeverden | HIER WOONDE JOËL LAZARUS VAN COEVERDEN GEB. 7.9.19940 GEDEPORTEERD 1942 UIT WESTERBORK VERMOORD 22.10. 1942 AUSCHWITZ       | Kerkstraat 38 ·                        | 3. Okt. 2021   |                       |
| Stolperstein für Samuel Zilverberg | HIER WOONDE SAMUEL ZILVERBERG GEB. 1911 GEDEPORTEERD 1942 UIT WESTERBORK VERMOORD 30.9.1942 AUSCHWITZ                       | Molenstraat 33 ·                       | 2. Apr. 2019   |                       |
| Stolperstein für Sientje Zilverberg-Coster | HIER WOONDE SIENTJE ZILVERBERG-COSTER GEB. 1863 GEDEPORTEERD 1942 UIT WESTERBORK VERMOORD 5.10.1942 AUSCHWITZ               | Molenstraat 33 ·                       | 2. Apr. 2019   |                       |
| Bild gesucht Die Wikipedia wünscht sich an dieser Stelle ein Bild vom hier behandelten Ort. Falls du dabei helfen möchtest, erklärt die Anleitung , wie das geht. BW | HIER WOONDE DAVID VAN COEVERDEN GEB. 1877 GEDEPORTEERD 1942 UIT WESTERBORK VERMOORD 9.11.1942 AUSCHWITZ                     | Tramstraat 1 · heute Sallandsestraat · | 31. Okt. 2017  |                       |
| Bild gesucht Die Wikipedia wünscht sich an dieser Stelle ein Bild vom hier behandelten Ort. Falls du dabei helfen möchtest, erklärt die Anleitung , wie das geht. BW | HIER WOONDE SCHOONTJE VAN COEVERDEN-MEIJER GEB. 1876 GEDEPORTEERD 1942 UIT WESTERBORK VERMOORD 9.11.1942 AUSCHWITZ          | Tramstraat 1 · heute Sallandsestraat · | 31. Okt. 2017  |                       |
| Bild gesucht Die Wikipedia wünscht sich an dieser Stelle ein Bild vom hier behandelten Ort. Falls du dabei helfen möchtest, erklärt die Anleitung , wie das geht. BW | HIER WOONDE BETSIE VAN COEVERDEN GEB. 1915 GEDEPORTEERD 1942 UIT WESTERBORK VERMOORD 9.11.1942 AUSCHWITZ                    | Tramstraat 1 · heute Sallandsestraat · | 31. Okt. 2017  |                       |
| Stolperstein für Andries Kan | HIER WOONDE ANDRIES KAN GEB. 1879 GEDEPORTEERD 1942 UIT WESTERBORK VERMOORD 2.11. 1942 AUSCHWITZ                            | Sallandsestraat 4 ·                    | 31. Okt. 2017  |                       |
| Stolperstein für Jetje Kan-Frank | HIER WOONDE JETJE KAN-FRANK GEB. 1872 GEDEPORTEERD 1942 UIT WESTERBORK VERMOORD 29.10. 1942 AUSCHWITZ                       | Sallandsestraat 4 ·                    | 31. Okt. 2017  |                       |
| Bild gesucht Die Wikipedia wünscht sich an dieser Stelle ein Bild vom hier behandelten Ort. Falls du dabei helfen möchtest, erklärt die Anleitung , wie das geht. BW | HIER WOONDE MOZES BIERMAN GEB. 1908 GEDEPORTEERD 1942 UIT WESTERBORK VERMOORD 21.5.1943 SOBIBOR                             | Sallandsestraat 33 ·                   | 7. Nov. 2014   |                       |
| Bild gesucht Die Wikipedia wünscht sich an dieser Stelle ein Bild vom hier behandelten Ort. Falls du dabei helfen möchtest, erklärt die Anleitung , wie das geht. BW | HIER WOONDE HENDRIKA AALTJE BIERMAN-KOOPERBERG GEB. 1906 GEDEPORTEERD 1942 UIT WESTERBORK VERMOORD 21.5.1943 SOBIBOR        | Sallandsestraat 33 ·                   | 7. Nov. 2014   |                       |
| Bild gesucht Die Wikipedia wünscht sich an dieser Stelle ein Bild vom hier behandelten Ort. Falls du dabei helfen möchtest, erklärt die Anleitung , wie das geht. BW | HIER WOONDE JACOB BIERMAN GEB. 1934 GEDEPORTEERD 1942 UIT WESTERBORK VERMOORD 21.5.1943 SOBIBOR                             | Sallandsestraat 33 ·                   | 29. Apr. 2015  |                       |
| Bild gesucht Die Wikipedia wünscht sich an dieser Stelle ein Bild vom hier behandelten Ort. Falls du dabei helfen möchtest, erklärt die Anleitung , wie das geht. BW | HIER WOONDE HENRY BIERMAN GEB. 1937 GEDEPORTEERD 1942 UIT WESTERBORK VERMOORD 21.5.1943 SOBIBOR                             | Sallandsestraat 33 ·                   | 29. Apr. 2015  |                       |
| Bild gesucht Die Wikipedia wünscht sich an dieser Stelle ein Bild vom hier behandelten Ort. Falls du dabei helfen möchtest, erklärt die Anleitung , wie das geht. BW | HIER WOONDE MAURITS ISEDOOR BIERMAN GEB. 1939 GEDEPORTEERD 1942 UIT WESTERBORK VERMOORD 21.5.1943 SOBIBOR                   | Sallandsestraat 33 ·                   | 29. Apr. 2015  |                       |
| Bild gesucht Die Wikipedia wünscht sich an dieser Stelle ein Bild vom hier behandelten Ort. Falls du dabei helfen möchtest, erklärt die Anleitung , wie das geht. BW | HIER WOONDE RIKA BIERMAN-MEIJER GEB. 1880 ... VERMOORD 25.1.1943 AUSCHWITZ                                                  | Sallandsestraat 33 ·                   | 31. Okt. 2017  |                       |
| Stolperstein für Jacob Wallage | HIER WOONDE JACOB WALLAGE GEB. 1911 GEDEPORTEERD 1942 UIT WESTERBORK VERMOORD 31.3.1944 MIDDEN-EUROPA                       | Spoorhavenstraat 6 ·                   | 25. Okt. 2022  |                       |
| Stolperstein für Betje Wallage-van Coevorden | HIER WOONDE BETJE WALLAGE-VAN COEVORDEN GEB. 1906 GEDEPORTEERD 1942 UIT WESTERBORK VERMOORD 9.11. 1942 AUSCHWITZ            | Spoorhavenstraat 6 ·                   | 25. Okt. 2022  |                       |
| Stolperstein für Jonas Wallage | HIER WOONDE JONAS WALLAGE GEB. 1928 GEDEPORTEERD 1942 UIT WESTERBORK VERMOORD 9.11. 1942 AUSCHWITZ                          | Spoorhavenstraat 6 ·                   | 25. Okt. 2022  |                       |
| Stolperstein für Hartog Wallage | HIER WOONDE HARTOG WALLAGE GEB. 1934 GEDEPORTEERD 1942 UIT WESTERBORK VERMOORD 9.11. 1942 AUSCHWITZ                         | Spoorhavenstraat 6 ·                   | 25. Okt. 2022  |                       |
| Stolperstein für Bartha Wallage | HIER WOONDE BARTHA WALLAGE GEB. 1938 GEDEPORTEERD 1942 UIT WESTERBORK VERMOORD 9.11. 1942 AUSCHWITZ                         | Spoorhavenstraat 6 ·                   | 25. Okt. 2022  |                       |
| Stolperstein für Joël van Coeverden | HIER WOONDE JOËL VAN COEVERDEN GEB. 1872 GEDEPORTEERD 1942 UIT WESTERBORK VERMOORD 29.10. 1942 AUSCHWITZ                    | Spoorhavenstraat 28 ·                  | 25. Okt. 2022  |                       |
| Stolperstein für Marchien van Coeverden-van Coevorden | HIER WOONDE BETJE VAN COEVERDEN GEB. 1906 GEDEPORTEERD 1942 UIT WESTERBORK VERMOORD 29.10. 1942 AUSCHWITZ                   | Spoorhavenstraat 28 ·                  | 25. Okt. 2022  |                       |
| Stolperstein für Betje van Coeverden | HIER WOONDE BETJE VAN COEVERDEN GEB. 1906 GEDEPORTEERD 1942 UIT WESTERBORK VERMOORD 29.10. 1942 AUSCHWITZ                   | Spoorhavenstraat 28 ·                  | 25. Okt. 2022  |                       |
| Stolperstein für Mozes Levie | HIER WOONDE MOZES LEVIE GEB. 1899 GEDEPORTEERD 1942 UIT WESTERBORK VERMOORD 29.10. 1942 AUSCHWITZ                           | Spoorhavenstraat 34 ·                  | 25. Okt. 2022  |                       |
| Stolperstein für Sophie Levie-Kropveld | HIER WOONDE SOPHIE LEVIE-KROPVELD GEB. 1903 GEDEPORTEERD 1942 UIT WESTERBORK VERMOORD 29.10. 1942 AUSCHWITZ                 | Spoorhavenstraat 34 ·                  | 25. Okt. 2022  |                       |
| Stolperstein für Mini Levie | HIER WOONDE MINI LEVIE GEB. 1930 GEDEPORTEERD 1942 UIT WESTERBORK VERMOORD 29.10. 1942 AUSCHWITZ                            | Spoorhavenstraat 34 ·                  | 25. Okt. 2022  |                       |
| Stolperstein für Louis Levie | HIER WOONDE LOUIS LEVIE GEB. 1935 GEDEPORTEERD 1942 UIT WESTERBORK VERMOORD 29.10. 1942 AUSCHWITZ                           | Spoorhavenstraat 34 ·                  | 25. Okt. 2022  |                       |
| Stolperstein für Carolina Levie | HIER WOONDE CAROLINA LEVIE GEB. 1934 GEDEPORTEERD 1942 UIT WESTERBORK VERMOORD 29.10. 1942 AUSCHWITZ                        | Spoorhavenstraat 34 ·                  | 25. Okt. 2022  |                       |
| Bild gesucht Die Wikipedia wünscht sich an dieser Stelle ein Bild vom hier behandelten Ort. Falls du dabei helfen möchtest, erklärt die Anleitung , wie das geht. BW | HIER WOONDE SAMUEL VAN COEVORDEN GEB. 1879 GEDEPORTEERD 1942 UIT WESTERBORK VERMOORD 23.7.1943 SOBIBOR                      | Stationstraat 2                        | 2. Apr. 2019   |                       |
| Bild gesucht Die Wikipedia wünscht sich an dieser Stelle ein Bild vom hier behandelten Ort. Falls du dabei helfen möchtest, erklärt die Anleitung , wie das geht. BW | HIER WOONDE CAROLINA VAN COEVORDEN-VAN DEN BERG GEB. 1883 GEDEPORTEERD 1942 UIT WESTERBORK VERMOORD 23.7.1943 SOBIBOR       | Stationstraat 2                        | 2. Apr. 2019   |                       |
| Bild gesucht Die Wikipedia wünscht sich an dieser Stelle ein Bild vom hier behandelten Ort. Falls du dabei helfen möchtest, erklärt die Anleitung , wie das geht. BW | HIER WOONDE BETSIJ VAN COEVORDEN GEB. 1909 GEDEPORTEERD 1942 UIT WESTERBORK VERMOORD 12.2.1943 AUSCHWITZ                    | Stationstraat 2                        | 2. Apr. 2019   |                       |
| Bild gesucht Die Wikipedia wünscht sich an dieser Stelle ein Bild vom hier behandelten Ort. Falls du dabei helfen möchtest, erklärt die Anleitung , wie das geht. BW | HIER WOONDE MOZES VAN COEVORDEN GEB. 1911 GEDEPORTEERD 1942 UIT WESTERBORK VERMOORD 1.12.1944 TSJECHOWITZ                   | Stationstraat 2                        | 2. Apr. 2019   |                       |
| Bild gesucht Die Wikipedia wünscht sich an dieser Stelle ein Bild vom hier behandelten Ort. Falls du dabei helfen möchtest, erklärt die Anleitung , wie das geht. BW | HIER WOONDE ALIDA VAN COEVORDEN- BOLLEGRAF GEB. 1915 GEDEPORTEERD 1942 UIT WESTERBORK VERMOORD 1.10.1943 AUSCHWITZ          | Stationstraat 2                        | 2. Apr. 2019   |                       |
| Bild gesucht Die Wikipedia wünscht sich an dieser Stelle ein Bild vom hier behandelten Ort. Falls du dabei helfen möchtest, erklärt die Anleitung , wie das geht. BW | HIER WOONDE JACOB ZILVERBERG GEB. 1877 GEDEPORTEERD 1942 UIT WESTERBORK VERMOORD 15.10.1942 AUSCHWITZ                       | Tuindorp 88                            | 2. Apr. 2019   |                       |
| Bild gesucht Die Wikipedia wünscht sich an dieser Stelle ein Bild vom hier behandelten Ort. Falls du dabei helfen möchtest, erklärt die Anleitung , wie das geht. BW | HIER WOONDE LEA ZILVERBERG- DE VRIES GEB. 1889 GEDEPORTEERD 1942 UIT WESTERBORK VERMOORD 15.10.1942 AUSCHWITZ               | Tuindorp 88                            | 2. Apr. 2019   |                       |
| Bild gesucht Die Wikipedia wünscht sich an dieser Stelle ein Bild vom hier behandelten Ort. Falls du dabei helfen möchtest, erklärt die Anleitung , wie das geht. BW | HIER WOONDE MARCUS VAN ZUIDEN GEB. 1872 GEDEPORTEERD 1942 UIT WESTERBORK VERMOORD 29.10. 1942 AUSCHWITZ                     | Van Eijbergenstraat 2 ·                | 7. Nov. 2014   |                       |
| Stolperstein für David Krammer | Hier woonde David Krammer geb. 1862 gedeporteed 1942 uit Westerbork vermoord 29.10.1942 Auschwitz                           | van Heutszsingel 25 ·                  | 5. Okt. 2016   |                       |
| Stolperstein für Mietje Krammer-Keizer | Hier woonde Mietje Krammer-Keizer geb. 1864 gedeporteed 1942 uit Westerbork vermoord 29.10.1942 Auschwitz                   | van Heutszsingel 25 ·                  | 5. Okt. 2016   |                       |
| Stolperstein für Bardiena Krammer | Hier woonde Bardiena Krammer geb. 1885 gedeporteed 1942 uit Westerbork vermoord 29.10.1942 Auschwitz                        | van Heutszsingel 25 ·                  | 5. Okt. 2016   |                       |
| Stolperstein für Bernhard Krammer | Hier woonde Bernhard Krammer geb. 1895 gedeporteed 1942 uit Westerbork vermoord 19.2.1942 Auschwitz                         | van Heutszsingel 25 ·                  | 5. Okt. 2016   |                       |
| Stolperstein für Estella Meiboom-Hompes | Hier woonde Estella Meiboom-Hompes geb. 1865 gedeporteed 1942 uit Westerbork vermoord 15.10.1942 Auschwitz                  | van Heutszsingel 45 ·                  | 3. Juni 2021   |                       |
| Stolperstein für Mietje Meiboom | Hier woonde Mietje Meiboom geb. 1891 gedeporteed 1942 uit Westerbork vermoord 15.10.1942 Auschwitz                          | van Heutszsingel 45 ·                  | 3. Juni 2021   |                       |
| Stolperstein für Jacob van Coeverden | HIER WOONDE JACOB VAN COEVORDEN GEB. 1868 GEDEPORTEERD 1942 UIT WESTERBORK VERMOORD 29.10.1942 AUSCHWITZ                    | Wilhelminasingel 22 ·                  | 13. Okt. 2023  |                       |
| Stolperstein für Maurits Samuel van Coeverden | HIER WOONDE MAURITS SAMUEL VAN COEVORDEN GEB. 1902 GEDEPORTEERD 1942 UIT WESTERBORK VERMOORD 30.4.1943 AUSCHWITZ            | Wilhelminasingel 22 ·                  | 13. Okt. 2023  |                       |
| Stolperstein für Therese van Coeverden-Hiegenlich | HIER WOONDE THERESE VAN COEVORDEN-HIEGENLICH GEB. 1909 GEDEPORTEERD 1942 UIT WESTERBORK VERMOORD 26.2.1943 AUSCHWITZ        | Wilhelminasingel 22 ·                  | 13. Okt. 2023  |                       |
| Stolperstein für Jozef van Coeverden | HIER WOONDE JOZEF VAN COEVORDEN GEB. 1939 GEDEPORTEERD 1942 UIT WESTERBORK VERMOORD 26.3.1943 AUSCHWITZ                     | Wilhelminasingel 22 ·                  | 13. Okt. 2023  |                       |
| Stolperstein für Jacob Salomon van Coeverden | HIER WOONDE JACOB SALOMON VAN COEVORDEN GEB. 4.6.1941 GEDEPORTEERD 1942 UIT WESTERBORK VERMOORD 26.2.1943 AUSCHWITZ         | Wilhelminasingel 22 ·                  | 13. Okt. 2023  |                       |